# Meistaraflokkur (1912)
Sezon 1912 był 1. sezonem o mistrzostwo Islandii. Pierwszy tytuł mistrzowski zdobył zespół KR, pokonując w bezpośrednim meczu Fram. Ze względu na brak systemu ligowego żaden zespół nie spadł ani nie awansował po sezonie.

## Drużyny
Do pierwszego sezonu rozgrywek Meistaraflokkur zgłosiły się trzy zespoły.
| Uczestnicy pierwszej edycji                                                                                   | Uczestnicy pierwszej edycji | Uczestnicy pierwszej edycji | Uczestnicy pierwszej edycji |
| --- | --------------------------- | --------------------------- | --------------------------- |
| FRA | Fram                        |                             |                             |
| KRE | KR                          |                             |                             |
| ÍBV | ÍB Vestmannaeyja            |                             |                             |
| Oznaczenia: - kolumna pierwsza – skróty nazw drużyn, - kolumna trzecia – miejsce zajęte w poprzednim sezonie. |                             |                             |                             |

## Tabela
Drużyna ÍB Vestmannaeyja zrezygnowała z udziału w lidze po pierwszym meczu, przegranym z zespołem KR 0:3. Ostateczna tabela uwzględnia jednak wynik tego meczu.
| Lp. | Drużyna          | M | Z | R | P | Bramki | Bramki | +/– | Pkt |
| --- | ---------------- | - | - | - | - | ------ | ------ | --- | --- |
| 1   | KR (M)           | 2 | 1 | 1 | 0 | 4      | 1      | +3  | 3   |
| 2   | Fram             | 1 | 0 | 1 | 0 | 1      | 1      | 0   | 1   |
| 3   | ÍB Vestmannaeyja | 1 | 0 | 0 | 1 | 0      | 3      | −3  | 0   |

## Wyniki
| Gospodarz \ Gość | FRA | KRE | ÍBV |
| Fram             |     | 1:1 |     |
| ÍB Vestmannaeyja |     |     |     |
| KR               |     |     | 0:3 |

Źródło: Knattspyrnusamband Íslands (isl.)
Objaśnienia:
1Drużyna gospodarzy jest wymieniona po lewej stronie tabeli.
Kolory: zielony – zwycięstwo gospodarzy, żółty – remis, różowy – zwycięstwo gości.

## Baraż o mistrzostwo
Ze względu na rezygnację zespołu ÍB Vestmannaeyja o mistrzostwie Islandii w sezonie 1912 zadecydował bezpośredni mecz pomiędzy drużyną KR i Fram. Mecz zwyciężył pierwszy zespół i zdobył pierwszy tytuł mistrzowski w historii rozgrywek piłkarskich na Islandii.
| 2 lipca 1912 21:00 | KR | 3:23:1 | Fram | Widzów: około 500 Sędzia: Ólafur Rósenkranz |
|                    |    |        |      |                                             |